# Melanokortinski 5 receptor
Melanokortin receptor 5 je protein koji je kod ljudi kodiran MC5R genom. On je lociran na hromozomu 18 u ljudskom genomu. Kad se melanokortin 5 receptor onestposobljen kod transgenetskih miševa, indukuju se poremećaji rada njihovih eksokrinih žlezda, što rezultuje u umanjenoj produkciji lojnih žlezdi.

## Literatura
- Fathi Z, Iben LG, Parker EM (1995). „Cloning, expression, and tissue distribution of a fifth melanocortin receptor subtype.”. Neurochem. Res. 20 (1): 107—13. PMID 7739752. doi:10.1007/BF00995160.
- Chowdhary BP, Gustavsson I, Wikberg JE, Chhajlani V (1994). „Localization of the human melanocortin-5 receptor gene (MC5R) to chromosome band 18p11.2 by fluorescence in situ hybridization.”. Cytogenet. Cell Genet. 68 (1-2): 79—81. PMID 7956366. doi:10.1159/000133895.
- Griffon N; Mignon V; Facchinetti P;  . (1994). „Molecular cloning and characterization of the rat fifth melanocortin receptor.”. Biochem. Biophys. Res. Commun. 200 (2): 1007—14. PMID 8179577. doi:10.1006/bbrc.1994.1550.
- Gantz I; Shimoto Y; Konda Y;  . (1994). „Molecular cloning, expression, and characterization of a fifth melanocortin receptor.”. Biochem. Biophys. Res. Commun. 200 (3): 1214—20. PMID 8185570. doi:10.1006/bbrc.1994.1580.
- Chhajlani V (1997). „Distribution of cDNA for melanocortin receptor subtypes in human tissues.”. Biochem. Mol. Biol. Int. 38 (1): 73—80. PMID 8932521.
- Yang YK; Ollmann MM; Wilson BD;  . (1997). „Effects of recombinant agouti-signaling protein on melanocortin action.”. Mol. Endocrinol. 11 (3): 274—80. PMID 9058374. doi:10.1210/me.11.3.274.
- Frändberg PA, Xu X, Chhajlani V (1997). „Glutamine235 and arginine272 in human melanocortin 5 receptor determines its low affinity to MSH.”. Biochem. Biophys. Res. Commun. 236 (2): 489—92. PMID 9240466. doi:10.1006/bbrc.1997.6994.
- Yang YK; Thompson DA; Dickinson CJ;  . (1999). „Characterization of Agouti-related protein binding to melanocortin receptors.”. Mol. Endocrinol. 13 (1): 148—55. PMID 9892020. doi:10.1210/me.13.1.148.
- Hatta N; Dixon C; Ray AJ;  . (2001). „Expression, candidate gene, and population studies of the melanocortin 5 receptor.”. J. Invest. Dermatol. 116 (4): 564—70. PMID 11286624. doi:10.1046/j.0022-202x.2001.01286.x.
- Bednarek MA; MacNeil T; Kalyani RN;  . (2001). „Selective, high affinity peptide antagonists of alpha-melanotropin action at human melanocortin receptor 4: their synthesis and biological evaluation in vitro.”. J. Med. Chem. 44 (22): 3665—72. PMID 11606131. doi:10.1021/jm010165y.
- Strausberg RL; Feingold EA; Grouse LH;  . (2003). „Generation and initial analysis of more than 15,000 full-length human and mouse cDNA sequences.”. Proc. Natl. Acad. Sci. U.S.A. 99 (26): 16899—903. PMC 139241 . PMID 12477932. doi:10.1073/pnas.242603899.
- Lapinsh M; Veiksina S; Uhlén S;  . (2005). „Proteochemometric mapping of the interaction of organic compounds with melanocortin receptor subtypes.”. Mol. Pharmacol. 67 (1): 50—9. PMID 15470082. doi:10.1124/mol.104.002857.
- Gerhard DS; Wagner L; Feingold EA;  . (2004). „The status, quality, and expansion of the NIH full-length cDNA project: the Mammalian Gene Collection (MGC).”. Genome Res. 14 (10B): 2121—7. PMC 528928 . PMID 15489334. doi:10.1101/gr.2596504.
- Lohoff FW, Berrettini WH (2006). „Lack of association between variations in the melanocortin 5 receptor gene and bipolar disorder.”. Psychiatr. Genet. 15 (4): 255—8. PMID 16314755. doi:10.1097/00041444-200512000-00007.
- Grieco P; Cai M; Han G;  . (2007). „Further structure-activity studies of lactam derivatives of MT-II and SHU-9119: their activity and selectivity at human melanocortin receptors 3, 4, and 5.”. Peptides. 28 (6): 1191—6. PMC 1955225 . PMID 17482720. doi:10.1016/j.peptides.2007.02.012.
- „Melanocortin Receptors: MC5”. IUPHAR Database of Receptors and Ion Channels. International Union of Basic and Clinical Pharmacology. Архивирано из оригинала 14. 07. 2014. г.